# Менсфилд
Менсфилд (енгл. Mansfield) је град у Уједињеном Краљевству у Енглеској. Према процени из 2007. у граду је живело 70.483 становника.

## Становништво
Према процени, у граду је 2008. живело 70.483 становника.
| 1981.  | 1991.  | 2001.  |
| ------ | ------ | ------ |
| 71.325 | 71.858 | 69.987 |

## Партнерски градови
- Хајлигенхаус
- Рјеутов